# Вили на Медичите
Вилите на Медичите са селски архитектурни комплекси, влезли във владение на семейство Медичи по различни начини между XV и XVII век, разположени в околностите на град Флоренция и в Тоскана, Италия.
Освен места за почивка и отдих те представляват летния „дворец“ на териториите, администрирани от Медичите, и център на селскостопански икономически дейности в района, в който се намират.
На 23 юни 2013 г. 37-та сесия на Комитета на ООН за световното културно и природно наследство в Пном Пен вписва групата от 14 вили в списъка на обектите на ЮНЕСКО като 49-тите от италианските обекти.

## История
Първите вили на Медичите са тези на Требио и Кафаджоло, със строг укрепен вид от XIV век и свързани изключително с контрола върху земеделската земя в района на Муджело, откъдето произлизат Медичите.
През XV век Козимо Стари нарежда на Микелоцо да построи вилите Кареджи и Фиезоле – сгради, които все още са строги по форма, но където започват да присъстват елементи на свободното време: дворове, лоджии, градини. Лоренцо Великолепни живее за дълги периоди в Кареджи, където събира Неоплатонова академия и Тайната вечеря на Марсилио Фичино, и където умира през 1492 г. Постепенно Медичите „заобикалят“ Флоренция със своите вили, докато през периода на Великото херцогство Тоскана, ръка за ръка с развитието на техните интереси в цяла Тоскана, ставаме свидетели на съзвездие от тези архитектурни структури дори в райони, далеч от столицата Флоренция.
Системата от вили на Медичите представлява истински микрокосмос, около който са се провеждали ритуалите на двора на Медичите. Често построени на мястото на древни замъци, тези вили напълно изразяват високото ниво на ренесансова и барокова архитектура, постигнато в Тоскана, което позволява сравнения на еволюцията на стиловете. Всичко това значително отличава вилите на Медичите от по-простите тоскански селски къщи.
Вилите са наследени, закупени, конфискувани или специално построени от Медичите. В края на XVI век териториалната система от вили със силна икономическа и стратегическа стойност се състои от най-малко 17 основни имения, според историко-художествен профил. Към тях трябва да се добавят други второстепенни, предимно със земеделски интерес или държани от Медичите за много кратко време, за общо около 30 реални вили. Много по-многобройни са фермите на Медичите и безбройните ловни хижи, разпръснати из Тоскана. Сезонът на вилите на Медичите завършва с Фердинанд I, който купува вилите в Монтеветолини и Артимино, като същевременно разширява Амброджана, Петрая и Кастело. 
Вилите на Медичите са представени в известна поредица от люнети, рисувани около 1599 г. от Юстус ван Утенс във Вила „Петрая“, и които са незаменим документ за това как са изглеждали тези резиденции през миналите векове, особено ценни за тези, които впоследствие са били изменени или изгубени с времето, като напр. Вила Пратолино.
Всеки член на семейство Медичи притежава имение като място за удоволствие и представителство, докато Великият херцог се мести от една вила в друга: за лов ходи в Пратолино, Требио и Кафаджоло, през пролетта отсяда в Амброджана, докато в Артимино, който се намира в хълмовете, прекарва юлските дни на прохлада.
Градините, с които са известни вилите, имат свой ранен пример във Вила Кастело, където Козимо I кара Николò Триболо да направи прототипа на италианската градина. Триболо по-късно проектира и Градина „Боболи“.
Днес вилите имат различни приложения: някои са музеи (Петрая, тези в Поджо а Каяно и в Черето Гуиди), други са заети от институции (като Кастело, където градината е музей, а вилата е седалище на Академия дела Круска), а трети са продадени или поверени на частни лица, които ги използват за лична употреба или за събития. 

## Вили

### Паметници на ЮНЕСКО
| Снимка | Люнет | Име на итал.                                         | Собственост                                                     | На Медичите от   | до   | Община                 | Площ на защитената територия (ha) | Площ на буферната зона (ha) | Координати                                                                      |
| ------ | ----- | ---------------------------------------------------- | --------------------------------------------------------------- | ---------------- | ---- | ---------------------- | --------------------------------- | --------------------------- | ------------------------------------------------------------------------------- |
|        |       | Villa di Cafaggiolo                                  | Частна (използваема за събития)                                 | среда на XIV век | 1738 | Барберино ди Муджело   | 2.35                              | 649.56                      | 43° с. ш. 11° и. д. / 43.964722° с. ш. 11.294722° и. д.                         |
|        |       | Villa del Trebbio                                    | Частна (използваема за събития)                                 | среда на XIV век | 1738 | Скарперия е Сан Пиетро | 1.60                              | 650.31                      | 43° с. ш. 11° и. д. / 43.953056° с. ш. 11.286944° и. д.                         |
|        |       | Villa di Careggi                                     | Обществена (Регион Тоскана)                                     | 1417             | 1738 | Флоренция              | 3.6                               | 55.71                       | 43° с. ш. 11° и. д. / 43.809167° с. ш. 11.249444° и. д.                         |
|        |       | Villa di Fiesole (Belcanto)                          | Частна                                                          | 1450             | 1671 | Фиезоле                | 2.11                              | 44.88                       | 43° с. ш. 11° и. д. / 43.805556° с. ш. 11.288889° и. д.                         |
|        |       | Villa di Castello                                    | Обществена: вила (Академия дела Круска) и парк (държавен музей) | 1480             | 1738 | Флоренция              | 8.33                              | 289.31                      | 43° с. ш. 11° и. д. / 43.819444° с. ш. 11.228056° и. д.                         |
|        |       | Villa di Poggio a Caiano                             | Обществена (държавен музей)                                     | 1470             | 1738 | Поджо а Каяно          | 9.31                              | 135.63                      | 43° с. ш. 11° и. д. / 43.8175° с. ш. 11.056389° и. д.                           |
|        |       | Villa La Petraia                                     | Обществена (държавен музей)                                     | 1544             | 1738 | Флоренция              | 21.31                             | 276.33                      | 43° с. ш. 11° и. д. / 43.818889° с. ш. 11.236667° и. д.                         |
|        |       | Palazzo Pitti e giardino di Boboli                   | Обществена (държавен музей)                                     | 1549-1550        | 1738 | Флоренция              | 40.00                             | 132.00                      | 43° с. ш. 11° и. д. / 43.762222° с. ш. 11.2475° и. д.                           |
|        |       | Villa di Cerreto Guidi                               | Обществена (държавен музей)                                     | 1555             | 1738 | Черето Гуиди           | 0.76                              | 4.12                        | 43.758611_N_10.879167_E 43° с. ш. 10° и. д. / 43.758611° с. ш. 10.879167° и. д. |
|        |       | Palazzo di Seravezza                                 | Обществена (общински музей)                                     | 1560             | 1738 | Серавеца               | 1.01                              | 50.14                       | 43° с. ш. 10° и. д. / 43.993889° с. ш. 10.231944° и. д.                         |
|        |       | Giardino di Pratolino (вилата е разрушена през 1820) | Обществена (общински парк)                                      | 1568             | 1738 | Валя                   | 26.53                             | 210.35                      | 43° с. ш. 11° и. д. / 43.857778° с. ш. 11.304167° и. д.                         |
|        |       | Villa La Màgia                                       | Обществена (Община Куарата)                                     | 1583             | 1738 | Куарата                | 2.10                              | 103.65                      | 43° с. ш. 10° и. д. / 43.851667° с. ш. 10.972778° и. д.                         |
|        |       | Villa di Artimino (Ferdinanda o dei Cento camini)    | Частна (ресторант)                                              | 1596             | 1738 | Карминяно              | 1.04                              | 701.66                      | 43° с. ш. 11° и. д. / 43.781944° с. ш. 11.044167° и. д.                         |
|        |       | Villa di Poggio Imperiale                            | Обществена (Държавен институт „Сантисима Анунциата“)            | 1565             | 1738 | Флоренция              | 5.35                              | 235.43                      | 43° с. ш. 11° и. д. / 43.748889° с. ш. 11.247778° и. д.                         |

### Други вили в Тоскана
| Снимка | Люнет | Име на итал.                | Собственост                          | На Медичите от  | до            | Община                 | Координати                                              |
| ------ | ----- | --------------------------- | ------------------------------------ | --------------- | ------------- | ---------------------- | ------------------------------------------------------- |
|        |       | Villa La Quiete             | Итал. република (Регион Тоскана)     | 1453            | 1650          | Флоренция              | 43° с. ш. 11° и. д. / 43.813611° с. ш. 11.241944° и. д. |
|        |       | Villa di Collesalvetti      | Итал. република (Община Колесалвети) | преди 1464      | 1738          | Колесалвети            | 43° с. ш. 10° и. д. / 43.588661° с. ш. 10.476339° и. д. |
|        |       | Villa di Mezzomonte         | Частна (използваема за събития)      | 1480 после 1629 | 1482 poi 1644 | Импрунета              | 43° с. ш. 11° и. д. / 43.713886° с. ш. 11.263908° и. д. |
|        |       | Villa di Agnano             | Частна (използваема за събития)      | 1486            | 1498          | Сан Джулиано Терме     | 43° с. ш. 10° и. д. / 43.735128° с. ш. 10.485861° и. д. |
|        |       | Villa di Spedaletto         | Частна                               | 1486            | 1492          | Лаятико                | 43° с. ш. 10° и. д. / 43.451483° с. ш. 10.779528° и. д. |
|        |       | Villa Il Palagio            | Частна                               | 1377            | 1548          | Монтедомини (Дикомано) | 43° с. ш. 11° и. д. / 43.879403° с. ш. 11.565919° и. д. |
|        |       | Villa di Camugliano         | Частна                               | ок. 1530        | 1615          | Понсако                | 43° с. ш. 10° и. д. / 43.601492° с. ш. 10.655033° и. д. |
|        |       | Fattoria medicea di Stabbia | Частна                               | 1548            | 1738          | Черето Гуиди           | 43° с. ш. 10° и. д. / 43.788553° с. ш. 10.830581° и. д. |
|        |       | Villa della Topaia          | Частна                               | ок. 1550        | 1738          | Флоренция              | 43° с. ш. 11° и. д. / 43.825322° с. ш. 11.237092° и. д. |
|        |       | Villa di Marignolle         | Частна                               | 1560            | 1621          | Флоренция              | 43° с. ш. 11° и. д. / 43.753169° с. ш. 11.217233° и. д. |
|        |       | Villa di Arena Metato       | Частна                               | ок. 1563        | 1738          | Сан Джулиано Терме     | 43° с. ш. 10° и. д. / 43.771847° с. ш. 10.375433° и. д. |
|        |       | Villa di Lappeggi           | Частна                               | 1569            | 1738          | Баньо а Риполи         | 43° с. ш. 11° и. д. / 43.714167° с. ш. 11.309744° и. д. |
|        |       | Villa L'Ambrogiana          | Обществена                           | 1574            | 1738          | Монтелупо Фиорентино   | 43° с. ш. 11° и. д. / 43.730767° с. ш. 11.014464° и. д. |
|        |       | Villa di Lilliano           | Частна                               | 1584            | 1738          | Баньо а Риполи         | 43° с. ш. 11° и. д. / 43.717025° с. ш. 11.313075° и. д. |
|        |       | Villa di Coltano            | Обществена (Община Пиза)             | 1586            | 1738          | Пиза                   | 43° с. ш. 10° и. д. / 43.639478° с. ш. 10.3943° и. д.   |
|        |       | Villa di Montevettolini     | Частна                               | ок. 1595        | 1738          | Монсумано Терме        | 43° с. ш. 10° и. д. / 43.859092° с. ш. 10.846581° и. д. |
|        |       | Villa di Buti               | Частна (използваема за събития)      | /               | /             | Бути                   | 43° с. ш. 10° и. д. / 43.726097° с. ш. 10.585214° и. д. |
|        |       | Villa delle Pianore         | Частна                               | ок. 1596        | 1737          | Санта Мария а Монте    | 43° с. ш. 10° и. д. / 43.7436° с. ш. 10.675° и. д.      |

### Други резиденции в и извън Тоскана
Медичите от клона на Великия херцог имат множество градски резиденции във Флоренция, Пиза, Сиена и Ливорно. Извън територията на Тоскана те също притежават някои престижни дворци в Рим, обитавани предимно от кардиналите от тяхната линия. Безброй са вилите на второстепенните клонове на династията, които не са изброени тук.
| Снимка | Име на итал.            | Собственост                               | На Медичите от | до   | Община    | Координати                                              |
| ------ | ----------------------- | ----------------------------------------- | -------------- | ---- | --------- | ------------------------------------------------------- |
|        | Palazzo Medici Riccardi | Метрополен град Флоренция                 | 1444           | 1659 | Флоренция | 43° с. ш. 11° и. д. / 43.7752° с. ш. 11.255429° и. д.   |
|        | Palazzo Vecchio         | Община Флоренция                          | 1540           | 1738 | Флоренция | 43° с. ш. 11° и. д. / 43.769315° с. ш. 11.256174° и. д. |
|        | Casino di San Marco     | Държавна (Архиви на ЕС)                   | 1570           | 1738 | Флоренция | 43° с. ш. 11° и. д. / 43.779108° с. ш. 11.258658° и. д. |
|        | Palazzo della Crocetta  | Държавна (музей)                          | 1620           | 1738 | Флоренция | 43° с. ш. 11° и. д. / 43.776239° с. ш. 11.26226° и. д.  |
|        | Palazzo Medici di Pisa  | Държавна (Префектура)                     | 1446           | 1738 | Пиза      | 43° с. ш. 10° и. д. / 43.71465° с. ш. 10.406789° и. д.  |
|        | Palazzo Reale di Pisa   | Държавна (музей)                          | 1583           | 1738 | Пиза      | 43° с. ш. 10° и. д. / 43.716347° с. ш. 10.396736° и. д. |
|        | Palazzo Mediceo         | Държавна (казарма на Финансовата гвардия) | 1543           | 1738 | Ливорно   | 43° с. ш. 10° и. д. / 43.552016° с. ш. 10.304478° и. д. |
|        | Palazzo Granducale      | Държавна (Провинция Ливорно)              | 1605           | 1738 | Ливорно   | 43° с. ш. 10° и. д. / 43.716347° с. ш. 10.396736° и. д. |
|        | Palazzo Reale di Siena  | Държавна (Провинция Сиена)                | 1590           | 1738 | Сиена     | 43° с. ш. 10° и. д. / 43.55216° с. ш. 10.30916° и. д.   |
|        | Palazzo Firenze         | Държавна (Общество „Данте Алигиери“)      | 1561           | 1587 | Рим       | 41° с. ш. 12° и. д. / 41.90257° с. ш. 12.475903° и. д.  |
|        | Palazzo Madama          | Държавна (Сенат на Републиката)           | 1505           | 1537 | Рим       | 41° с. ш. 12° и. д. / 41.535709° с. ш. 12.28274° и. д.  |
|        | Villa Madama            | Държавна (Мин. на външните работи)        | 1518           | 1537 | Рим       | 41° с. ш. 12° и. д. / 41.928353° с. ш. 12.452782° и. д. |
|        | Villa Medici            | Френска академия в Рим                    | 1576           | 1738 | Рим       | 41° с. ш. 12° и. д. / 41.908333° с. ш. 12.4825° и. д.   |

Извън националната територия си струва да се спомене и Дворецът на великите херцози на Тоскана, намиращ се в Прага (Чехия) на западната страна на площада, наречен Храдчански намести (на чешки: Toskánský palác), построен в края на XVII век и приписван на френския архитект Жан Батист Матей.